# ヒロ・ナカムラ
ヒロ・ナカムラ（中村広）は、アメリカ合衆国のNBCで放送されたテレビドラマ『HEROES/ヒーローズ』シリーズ、『HEROES Reborn/ヒーローズ・リボーン』に登場する時空操作の超能力をもつ架空の人物。
父が経営する東京の大企業「ヤマガト工業」で働くプログラマであり、日本人家族で育った日本人という設定である。日本人俳優のマシ・オカが演じている。
NBC.comのオンライン漫画によると、「ヒロ」とは、広島にちなんで命名されたという。同僚のアンドウ (安藤) からは、「スーパーヒロ」と呼ばれることもある。

## 概要
製作総指揮を担当し原案作成者であるティム・クリングが創作した最後のメインキャラクターの一人である。クリングの妻が他の人物だけでは満足しなかったことから、第一話から登場させることにした。パネルセッションにおいて、クリングが、「自分の意思でどうにもならない生活空間に閉じ込められている」漫画オタクのヒロというキャラクターを提案し、小さく区切られたスペースで働くサラリーマンという設定となった。
クリングは、インタビューで、「瞬間移動できる男が欲しかったからではなく、生活に閉じ込められていて思い通りになる力が欲しいと夢見ている男が欲しかった。だから、日常の暮らしから脱却して時空を操作できる能力が生まれたんだ」と話している。